# John Archer
John „Jack” Archer (10. srpna 1921 Nottingham – 29. července 1997 Cheltenham) byl britský atlet, sprinter, mistr Evropy v běhu na 100 metrů z roku 1946.

## Sportovní kariéra
Jeho největší úspěchy spadají do období těsně po druhé světové válce. Na mistrovství Evropy v roce 1946 zvítězil v běhu na 100 metrů, na dvojnásobné trati skončil šestý. O dva roky později na olympiádě v Londýně startoval pouze ve štafetě na 4 x 100 metrů. Byl členem britské štafety, která vybojovala stříbrné medaile.